# Ralph Woods
Ralph Woods, nacido el 2 de mayo de 1986 en Quebec, Canadá, es un actor y director pornográfico canadiense.

## Carrera
A 18 años, Woods se instala en Montreal para estudiar y trabajar como bailarín, pero acaba como limpiador, para a continuación empezar a trabajar en el mundo del cine pornográfico. Empieza su carrera en el 2005 con la productora Falcon Entertainment, a continuación con Bel Ami (sin exclusividad), un estudio de producción con base en Bratislava especializado en pornografía gay. Woods es uno de los pocos modelos no europeos que se declara abiertamente homosexual.

## Vida privada
En el año 2005, el actor Pierre Fitch, anuncia públicamente que se ha casado con Ralph Woods. Los dos estaban en vías de colaborar en la producción de varios vídeos para el sitio de Internet de Pierre Fitch, y habían participado en varias producciones juntos, actuando los dos en pareja, y también por separado. Fitch declaró a continuación, que su enlace con Woods no era oficial, finalmente el 7 de septiembre de 2007, Pierre Fitch anunció públicamente su separación con Ralph Woods en su blog. En el otoño del año 2008, en una entrevista con la Revista Fab (n. 356), Fitch revela que su matrimonio con Woods solo fue una operación de marketing.

## Filmografía
- 2011 : Best of Pierre Fitch
- 2011 : Huge
- 2011 : Private Life of Dolph Lambert
- 2010 : Rites of Iniciation
- 2010 : Young Men of Falcon
- 2010 : Todd and Dolph
- 2009 : Private Life of Ralph Woods
- 2008 : Private Life of Josh Elliot
- 2008 : French Kiss
- 2008 : Some Like It Big
- 2008 : The Best of Derrick Vinyard
- 2008 : Back Together
- 2007 : Bel Ami XL Files Part 6
- 2007 : Back Together
- 2006 : The Spokes Trilogy
- 2006 : Spokes III
- 2006 : Big Dick Club

## Recompensas
- GayVN Awards (2009) : Mejor Actor - Foreign Release (French Kiss )